# Emydura gunaleni
Emydura gunaleni is een schildpad uit de familie slangenhalsschildpadden (Chelidae). 

## Naam en indeling
De wetenschappelijke naam van de soort werd voor het eerst voorgesteld door Ian Smales, William P. McCord, John Robert Cann en Mehdi Joseph-Ouni in 2019.
De soortaanduiding gunaleni is een eerbetoon aan Danny Gunalen, die de schildpad als eerste herkende als een aparte soort en verschillende exemplaren ving die door wetenschappers werden onderzocht.

## Verspreiding en habitat
De soort komt voor in delen van Azië en leeft endemisch in het Indonesische deel van het eiland Nieuw-Guinea in de provincie West-Papoea. Over de habitat en levenswijze is nog vrijwel niets bekend. 